# Nirmatrelvir

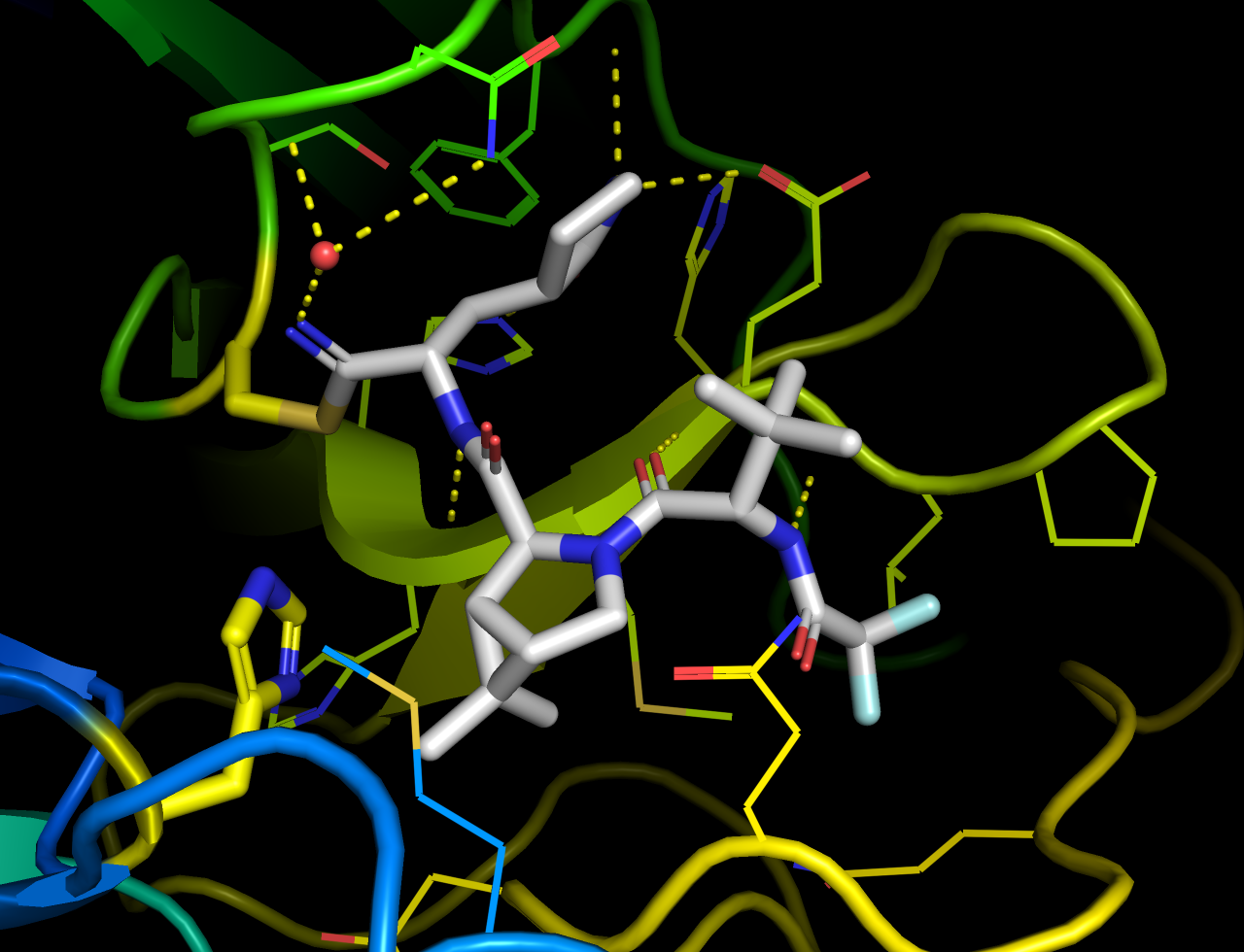
Rentgenová krystalová struktura (PDB:7SI9 a 7VH8) nirmatrelviru, inhibitoru proteázy SARS-CoV-2, navázaného na virový enzym 3CLpro proteázu. 3D model proteinu s lékem znázorněným jako tyčinky. Katalytická rezidua (His41, Cys145) jsou znázorněny jako žluté tyčinky.

Nirmatrelvir je antivirový lék vyvinutý společností Pfizer, který se podává perorálně a působí jako aktivní inhibitor 3C proteázy. Je součástí kombinace nirmatrelviru/ritonaviru prodávané pod obchodním názvem Paxlovid.

## Vývoj
Koronavirové proteázy štěpí více míst ve virovém polyproteinu, obvykle po reziduích glutaminu. Dřívější práce na příbuzných lidských rhinovirech ukázaly, že flexibilní postranní řetězec glutaminu může být nahrazen pevným pyrrolidonem. Takto modifikované léčivé přípravky byly dále vyvíjeny před pandemií covidu-19 pro jiná onemocnění včetně SARS. Přínos zacílení na proteázu 3CL se v prostředí reálného světa poprvé ukázal v roce 2018, kdy byl GC376 (neaktivní forma léku GC373) použit k léčbě 100% smrtelné kočičí infekční peritonitidy, způsobené kočičím koronavirem. Jak Nirmatrelvir, tak GC373 jsou peptidomimetika (krátké proteinům podobné řetězce, které svou strukturou napodobují peptidy); oba sdílejí výše zmíněný pyrrolidon v poloze P1 a jsou kovalentními inhibitory, k navázání na katalytický cysteinu používají nitril a aldehyd.
Nirmatrelvir vznikl modifikací původního klinického kandidáta lufotrelviru, který je rovněž kovalentním inhibitorem virové proteázy, ale nese navázaný fosfátový prekurzor  hydroxyketonu. Použití Lufotrelviru je omezeno na nemocniční prostředí, protože se podává nitrožilně. Postupnou modifikací tripeptidového proteinového mimetika vznikl nirmatrelvir, který lze podávat perorálně. Klíčové změny zahrnují snížení počtu donorů vodíkových vazeb a počtu rotačních vazeb zavedením pevné bicyklické nekanonické aminokyseliny, která napodobuje leucinové reziduum přítomné v původních inhibitorech. Toto reziduum bylo dříve použito při syntéze bocepreviru. Tert-leucin (zkratka: Tle) použitý u nirmatrelviru v pozici P3 byl pomocí kombinatorické chemie (technologie hybridní kombinatorické substrátové knihovny)  identifikován jako optimální nekanonická aminokyselina u potenciálního léku zacíleného na SARS-CoV-2 3C-like proteázu.

## Chemie a farmakologie
Úplné podrobnosti o syntéze nirmatrelviru byly poprvé publikovány vědci ze společnosti Pfizer.
V předposledním kroku se syntetická homochirální aminokyselina spojí s homochirálním aminoamidem, přičemž jako spojovací činidlo se používá ve vodě rozpustný karbodiimid EDCI. Na výsledný meziprodukt se poté působí Burgessovým činidlem, které dehydratuje amidovou skupinu na nitril.
Nirmatrelvir je kovalentní inhibitor, který se váže přímo na katalytický cysteinový (Cys145) zbytek  proteázy.
V kombinaci léků nirmatrelvir/ritonavir slouží ritonavir ke zpomalení metabolismu nirmatrelviru prostřednictvím inhibice cytochromu P450, čímž se zvyšuje cirkulující koncentrace hlavního léku. Tento účinek se také využívá při léčbě HIV, kde se ritonavir používá v kombinaci s dalším inhibitorem proteázy, aby se podobně posílila jejich farmakokinetika.

## Společnost a kultura

### Licencování
V listopadu 2021 společnost Pfizer podepsala licenční smlouvu s organizací Medicines Patent Pool podporovanou Organizací spojených národů, která umožňuje výrobu a prodej nirmatrelviru v 95 zemích. Společnost Pfizer uvedla, že dohoda umožní místním výrobcům léků vyrábět pilulku „s cílem usnadnit lepší přístup ke globální populaci“. Dohoda však vylučuje několik zemí s velkými ohnisky COVIDu-19, včetně Brazílie, Číny, Ruska, Argentiny a Thajska.

## Výzkum
V únoru 2021 společnost Pfizer zahájila první klinickou studii fáze I PF-07321332 (nirmatrelvir).